# مسكة تحتاني
مسكة تحتاني (بالكردية: Miskê Jêrin‏) هي قرية سوريّة تتبع إداريّاً لمحافظة حلب منطقة عفرين ناحية جنديرس، وبلغ تعداد سكانها 860 نسمة حسب قيود السجل المدني لنهاية عام 2005.